# (4323) Hortulus
(4323) Hortulus est un astéroïde de la ceinture principale.

## Description
(4323) Hortulus est un astéroïde de la ceinture principale. Il fut découvert par Paul Wild le 27 août 1981 à l'observatoire Zimmerwald. Il présente une orbite caractérisée par un demi-grand axe de 2,24 UA, une excentricité de 0,203 et une inclinaison de 4,41° par rapport à l'écliptique.
Il fut nommé d'après le mot latin hortulus, qui désigne un petit jardin fleuri.

## Compléments